# Amiens Métropole
La communauté d’agglomération Amiens Métropole est une communauté d'agglomération française, située dans le département de la Somme et la région Hauts-de-France.
Cette structure intercommunale ne constitue pas une métropole au sens de la réforme des collectivités territoriales françaises et de l’acte III de la décentralisation.

## Historique
En 1991 est créé le Syndicat intercommunal d'étude et de programmation amiénois (Siepa) afin de réaliser les études de révision du schéma directeur d'aménagement et d'urbanisme (SDAU) de 1980. Le Siepa est l’origine du district du Grand Amiens, créé en 1994 avec 18 communes.
Conformément à la loi relative au renforcement et à la simplification de la coopération intercommunale (loi Chevènement du 12 juillet 1999), celui-ci se transforme en 2000 en communauté d'agglomération,  sous l’impulsion de Gilles de Robien, alors maire d’Amiens, et devient Amiens Métropole, à laquelle adhèrent immédiatement Allonville et Bertangles. L’intercommunalité regroupe alors les 20 communes de l’ancien district.
Dès l’origine, la communauté d’agglomération exerce un grand nombre de compétences : les compétences obligatoires pour toutes les communautés d’agglomération : développement économique, habitat, aménagement (dont les transports) et politique de la ville, mais également l’ensemble des compétences optionnelles prévues par la loi : voirie, assainissement, eau, environnement, équipements culturels et sportifs. Elle assume également d’importantes compétences facultatives : collecte des déchets ménagers, politique de formation, création et gestion d’un crématorium, développement des technologies de l’information et de mission locale. Pour cela, l’intercommunalité se constitue en 2007 comme employeur de la quasi-totalité du personnel municipal d’Amiens, la ville lui remboursant le montant des charges assumées dans son intérêt,.
Neuf communes ont demandé en 2017 leur intégration dans Amiens Métropole, et le conseil communautaire d’Amiens Métropole a émis un avis favorable le 6 juillet 2017 (Pour 51, Contre 23 et 15 abstentions).
La commission départementale de coopération intercommunale (CDCI) du 29 septembre 2017 a donné un avis défavorable à l'adhésion des communes de Rainneville, Coisy et Fréchencourt, qui ont donc vocation à rester dans la communauté de communes du Territoire Nord Picardie, et un avis favorable à l'adhésion des 6 autres communes (Cardonnette, Ferrières, Querrieu, Seux,  Saint-Vaast-en-Chaussée, Vaux-en-Amiénois),,, qui intègrent Amiens Métropole  au 1er janvier 2018.

## Territoire communautaire

### Géographie
La communauté d'agglomération est centrée sur Amiens (133 448 habitants en septembre 2016), capitale de l’ancienne région Picardie. Néanmoins, elle est loin de regrouper l’ensemble des communes de l’aire urbaine d'Amiens, qui regroupe 210 communes et 270 867 habitants en 1999.
Depuis sa création, Amiens Métropole n'a cessé de s’étendre : 
| Date d’entrée    | Communes |
| ---------------- | --- |
| 1er janvier 1994 | Amiens, Blangy-Tronville, Boves, Cagny, Camon, Dreuil-lès-Amiens, Dury, Glisy, Longueau, Pont-de-Metz, Poulainville, Rivery, Sains-en-Amiénois, Saint-Fuscien, Saleux, Salouël, Saveuse, Vers-sur-Selle |
| 1er janvier 2000 | Allonville, Bertangles, |
| 1er janvier 2003 | Thézy-Glimont |
| 1er janvier 2004 | Bovelles, Clairy-Saulchoix, Creuse, Guignemicourt, Pissy, Revelles, |
| 1er janvier 2007 | Estrées-sur-Noye, Grattepanche, Hébécourt, Remiencourt, Rumigny, Saint-Sauflieu, |
| 1er janvier 2018 | Cardonnette, Ferrières, Querrieu, Saint-Vaast-en-Chaussée, Seux, Vaux-en-Amiénois |

### Composition
La communauté d'agglomération est composée des 39 communes suivantes :

| Nom                     | Code Insee | Gentilé          | Superficie (km2) | Population (dernière pop. légale) | Densité (hab./km2) |
| ----------------------- | ---------- | ---------------- | ---------------- | --------------------------------- | ------------------ |
| Amiens (siège)          | 80021      | Amiénois         | 49,76            | 134 780 (2022)                    | 2 709              |
| Allonville              | 80020      | Allonvillois     | 10,37            | 777 (2022)                        | 75                 |
| Bertangles              | 80092      | Bertanglois      | 8,57             | 797 (2022)                        | 93                 |
| Blangy-Tronville        | 80107      | Blangeois        | 12,44            | 623 (2022)                        | 50                 |
| Bovelles                | 80130      | Bovellois        | 6,87             | 419 (2022)                        | 61                 |
| Boves                   | 80131      | Bovois           | 25,37            | 3 273 (2022)                      | 129                |
| Cagny                   | 80160      | Cagnisiens       | 5,29             | 1 198 (2022)                      | 226                |
| Camon                   | 80164      | Camonois         | 12,9             | 4 387 (2022)                      | 340                |
| Cardonnette             | 80173      | Cardonnettois    | 5,46             | 514 (2022)                        | 94                 |
| Clairy-Saulchoix        | 80198      |                  | 6,52             | 382 (2022)                        | 59                 |
| Creuse                  | 80225      |                  | 5,02             | 193 (2022)                        | 38                 |
| Dreuil-lès-Amiens       | 80256      | Dreuillois       | 3,18             | 1 582 (2022)                      | 497                |
| Dury                    | 80261      | Duriens          | 10,99            | 1 448 (2022)                      | 132                |
| Estrées-sur-Noye        | 80291      | Estrésiens       | 5,96             | 281 (2022)                        | 47                 |
| Ferrières               | 80305      | Ferriérols       | 3,47             | 483 (2022)                        | 139                |
| Glisy                   | 80379      | Gliséins         | 5,55             | 851 (2022)                        | 153                |
| Grattepanche            | 80387      | Grattepanchois   | 6,43             | 320 (2022)                        | 50                 |
| Guignemicourt           | 80399      | Guignemicourtois | 4,48             | 398 (2022)                        | 89                 |
| Hébécourt               | 80424      | Hébécourtois     | 5,04             | 559 (2022)                        | 111                |
| Longueau                | 80489      | Longacoissiens   | 3,42             | 5 726 (2022)                      | 1 674              |
| Pissy                   | 80626      | Pisséens         | 6,63             | 290 (2022)                        | 44                 |
| Pont-de-Metz            | 80632      | Messipontins     | 7,69             | 2 440 (2022)                      | 317                |
| Poulainville            | 80639      | Poulainvillois   | 12,6             | 1 310 (2022)                      | 104                |
| Querrieu                | 80650      | Querrorivains    | 10,03            | 621 (2022)                        | 62                 |
| Remiencourt             | 80668      | Remiencourtois   | 4,82             | 172 (2022)                        | 36                 |
| Revelles                | 80670      | Revellois        | 14,41            | 518 (2022)                        | 36                 |
| Rivery                  | 80674      | Riverains        | 6,37             | 3 609 (2022)                      | 567                |
| Rumigny                 | 80690      | Ruminois         | 7,83             | 623 (2022)                        | 80                 |
| Sains-en-Amiénois       | 80696      | Sainois          | 9,92             | 1 200 (2022)                      | 121                |
| Saint-Fuscien           | 80702      |                  | 9,92             | 1 418 (2022)                      | 143                |
| Saint-Sauflieu          | 80717      | Sessoliens       | 7,76             | 981 (2022)                        | 126                |
| Saint-Vaast-en-Chaussée | 80722      |                  | 4,72             | 503 (2022)                        | 107                |
| Saleux                  | 80724      | Saleusiens       | 8,02             | 2 767 (2022)                      | 345                |
| Salouël                 | 80725      | Salouasiens      | 4,28             | 4 188 (2022)                      | 979                |
| Saveuse                 | 80730      | Saveusiens       | 3,99             | 1 086 (2022)                      | 272                |
| Seux                    | 80735      | Seuxois          | 3,53             | 169 (2022)                        | 48                 |
| Thézy-Glimont           | 80752      | Thézy-Glimontois | 6,76             | 666 (2022)                        | 99                 |
| Vaux-en-Amiénois        | 80782      | Valois           | 11,18            | 440 (2022)                        | 39                 |
| Vers-sur-Selle          | 80791      |                  | 11,18            | 862 (2022)                        | 77                 |

La commune de Coisy a manifesté sa volonté de rejoindre Amiens Métropole mais la communauté de communes du Territoire Nord Picardie s'oppose à son départ.

### Démographie
| 1968    | 1975    | 1982    | 1990    | 1999    | 2006    | 2011    | 2016    | 2022    |
| ------- | ------- | ------- | ------- | ------- | ------- | ------- | ------- | ------- |
| 147 709 | 166 910 | 171 097 | 173 866 | 178 385 | 178 861 | 178 053 | 179 958 | 182 854 |

## Administration

### Siège
Le siège de la communauté d’agglomération est en l’hôtel de ville d’Amiens.

### Élus
Après l'adhésion de six nouvelles communes en 2018, la communauté d’agglomération est administrée par un conseil communautaire de 96 membres désignés par les conseils municipaux respectifs au prorata de la population, soit, à compter du 1er janvier 2018 :
- 48 délégués pour Amiens ;
- 4 délégués pour Longueau ;
- 3 délégués pour Camon, et Salouel ;
- 2 délégués pour Boves, Rivery et Saleux ;
- 1 délégué et son suppléant pour les autres communes, qui ont toutes moins de 2 400 habitants[16],[17].

À la suite des élections municipales de 2020 dans la Somme, le conseil communautaire du 9 juillet 2020 a réélu son président, Alain Gest, maire-adjoint d’Amiens, ainsi que ses 15 vice-présidents, qui sont : 
1. Patrick Desseaux (maire de Thézy-Glimont) – délégation : Entretien et usage des services publics
2. Brigitte Fouré (maire d’Amiens) – délégation : Ressources humaines et administration générale
3. Jean-Claude Renaux (maire de Camon) – délégation : Mobilités
4. Marc Foucault (conseiller municipal d’Amiens) – délégation : Développement économique, emploi et insertion
5. Anne Pinon (maire de Dury) – délégation : Enseignement supérieur et à la recherche
6. Benoit Mercuzot (maire-adjoint d’Amiens) – délégation : Finances
7. Margaux Delétré (conseillère municipal d’Amiens) – délégation : Intelligence des territoires et innovation
8. Guy Penaud (maire de Glisy) – délégation : Habitat et rénovation urbaine
9. Pierre Savreux (conseiller municipal d’Amiens) – Culture et patrimoine
10. Eric Guéant (Maire de Blangy-Tronville) – délégation : Secteur Est
11. Guillaume Duflot (conseiller municipal d’Amiens) – délégation : Sport
12. Georges Dufour (maire de Saveuse) – délégation : Secteur Ouest
13. Eric Maquet (Adjoint au maire de Longueau) – délégation : Protection de la ressource en eau
14. Isabelle Savariego (conseillère municipal d’Amiens) – délégation : Environnement et biodiversité
15. Paul-Eric Décle (conseiller municipal d’Amiens) –  délégation : Tourisme

Ensemble, ils constituent le bureau d’Amiens métropole pour la mandature 2020/2026.

### Liste des présidents
| Période | Période                       | Identité         | Étiquette | Qualité |
| ------- | ----------------------------- | ---------------- | --------- | --- |
| 1994    | 2008                          | Gilles de Robien | UDF       | Agent général d'assurance Maire d’Amiens (1989 → 2002 et 2007 → 2008) Ministre (2002 → 2007) Député de la Somme (2e circ.) (1986 → 2002) Conseiller régional de Picardie (1992 → ?) |
| 2008    | 2014                          | Gilles Demailly  | PS        | Enseignant-chercheur Président de l’Université de Picardie (2001 → 2006) Maire d’Amiens (2008 → 2014)                                                                               |
| 2014    | En cours (au 9 juillet 2020,) | Alain Gest       | LR        | Enseignant Maire-adjoint d’Amiens (2014 → ) Député de la Somme) (6e puis 4e circ.) (1993 → 1997 et 2012 → 2017) Réélu pour le mandat 2020-2026                                      |

### Organisation administrative
La communauté a adopté une structure administrative très inhabituelle, puisque c’est la même administration qui gère la Commune d’Amiens et la Communauté d’agglomération Amiens Métropole. Les élus en attendent plus d’efficacité en évitant les doublons administratifs, mais l’on peut craindre que cela ne soit ressenti comme une forme d’annexion par Amiens des bourgs et villages de la Communauté.

### Compétences
Amiens Métropole exerce les compétences qui lui ont été transférées par les communes membres dans les conditions déterminées par le code général des collectivités territoriales. Il s'agit de : 

#### Production, distribution d'énergie
- Soutien aux actions de maîtrise de la demande d'énergie (MDE)

#### Environnement et cadre de vie
- Eau (Traitement, Adduction, Distribution)[25]
- Assainissement collectif
- Assainissement non collectif
- Collecte et traitement des déchets des ménages et déchets assimilés[26]
- Lutte contre les nuisances sonores
- Lutte contre la pollution de l'air
- Gestion des milieux aquatiques et prévention des inondations (GEMAPI)
- Autres actions environnementales

#### Services funéraires
- Création, gestion et extension des crématoriums et sites cinéraires

#### Sanitaires et social
- Action sociale

#### Politique de la ville / Prévention de la délinquance
- Elaboration du diagnostic du territoire et définition des orientations du contrat de ville ; animation et coordination des dispositifs contractuels de développement urbain, de développement local et d'insertion économique et sociale ainsi que des dispositifs locaux de prévention de la délinquance ; programmes d'actions définis dans le contrat de ville

#### Développement et aménagement économique
- Actions de développement économique ; création, aménagement, entretien et gestion de zones d'activité industrielle, commerciale, tertiaire, artisanale, touristique, portuaire ou aéroportuaire ; politique locale du commerce et soutien aux activités commerciales[27]

#### Développement et aménagement social et culturel
- Construction, aménagement, entretien et gestion d'équipements culturels et sportifs
- Programme de soutien et d'aides aux établissements d'enseignement supérieur et de recherche et aux programmes de recherche
- Activités culturelles ou socioculturelles
- Activités sportives

#### Aménagement de l'espace
- Schéma de cohérence territoriale (SCOT)
- Schéma de secteur
- Création et réalisation de zone d'aménagement concertée (ZAC)
- Constitution de réserves foncières
- Organisation de la mobilité, au sens des articles L.1231-1 et suivants du code des transports
- Transport scolaire

#### Voirie
- Création, aménagement, entretien de la voirie
- Parcs de stationnement

#### Développement touristique
- Promotion du tourisme dont la création d'offices de tourisme

#### Logement et habitat
- Programme local de l'habitat
- Politique du logement non social
- Politique du logement social
- Action et aide financière en faveur du logement social
- Action en faveur du logement des personnes défavorisées
- Amélioration du parc immobilier bâti
- Droit de préemption urbain (DPU) pour la mise en œuvre de la politique communautaire d'équilibre social de l'habitat
- Actions de réhabilitation et résorption de l'habitat insalubre

#### Diverses
- Aménagement, entretien et gestion des aires d'accueil des gens du voyage

### Régime fiscal et budget
L'intercommunalité  est un établissement public de coopération intercommunale à fiscalité propre.
Amiens métropole, comme toutes les communautés d’agglomération, est financé par la fiscalité professionnelle unique (FPU), qui a succédé a la Taxe professionnelle unique (TPU), et qui assure une péréquation fiscale entre les communes regroupant de nombreuses entreprises et les communes résidentielles. 
Elle perçoit également la taxe d'enlèvement des ordures ménagères, dont le taux baisse de 9,53 % en 2017 à 8,53 % en 2018, grâce à une amélioration du tri des déchets par les habitants.

## Réalisations et projets

### Réalisations
- Stade de la Licorne
- Zénith d'Amiens
- Université de Picardie : aménagement du pôle citadelle

Enseignement
En 2017, la communauté d'agglomération gère 82 écoles qui accueillent 10 500 enfants scolarisés en maternelle et élémentaire.

### Projets
Transports publics
Amiens métropole est l’autorité organisatrice de la mobilité sur son territoire, et, à ce titre, est l’autorité concédante des transports en commun d'Amiens, connus sous la marque Amétis. Lors de mandature 2014-2020 a été élaboré le projet du tramway d'Amiens. Celui-ci fut l’un des sujets des polémiques électorales des municipales de 2014, et la nouvelle équipe élue a, conformément à son programme, abandonné ce projet, au profit du développement de trois lignes de bus à haut niveau de service (BHNS), dont la première phase pourrait être mise en service début 2019. La métropole mène une concertation en 2015-2016 sur ce projet, dénommé Projet Ametis 2.0,.
Si la communauté d'agglomération gère l'aérodrome d'Amiens - Glisy, celui-ci n'a plus d'activité douanière, et Amiens Métropole a décidé d'intégrer en 2018 le syndicat mixte de l’aéroport Albert-Picardie, qui gère l'aéroport Albert-Picardie, désormais le seul terrain douanier de la Somme pour les pilotes étrangers. Amiens métropole continue néanmoins à financer Amiens - Glisy, dont l'activité activité loisirs se développe avec de la voltige ou du parachutisme, à hauteur de 250 000 € par an, pour un budget global de 450 000 euros.
Équipements sportifs
Amiens Métropole gère 250 sites sportifs hébergeant 300 clubs, 35 000 licenciés sur 72 disciplines, ainsi que l'accueil des scolaires. Elle a approuvé un projet sportif et un plan pluriannuel d’investissements, sur cinq ans (2015-2020) afin de rénover le Coliseum, le Nautilus (qui rouvre en septembre 2017) et le stade de la Licorne (dont les travaux évalués à 10 millions d'euros devraient s'achever en 2018), et de construire un nouveau centre nautique en remplacement de celui de Vallerey. Ce plan prévoit également la réalisation de travaux sur de nombreux autres équipements.
Équipements culturels
Amiens Métropole prévoit d'investir en 2018 pour rénover et étendre le Musée de Picardie à hauteur de 6,5 millions d'euros.